# Banjo
 Denne artikel omhandler strengeinstrumentet banjo. Opslagsordet har også en anden betydning, se Banjo (lastbil).
Banjoen er et strengeinstrument bestående af en rund træ- eller metal-ramme med stramt udspændt skind som på en tromme, med en påmonteret hals. Banjoen kommer i flere variationer, og er brugt til adskillige og meget forskellige stilarter. De oftest fremkommende versioner er den 4-strengede tenorbanjo, den 5-strengede banjo, den 8-strengede mandolinbanjo, og den 4-strengede ukulelebanjo. Andre versioner er den langhalsede 4-strengede plectrumbanjo og den 6-strengede guitarbanjo.

## Oprindelse
Banjoen oprindelse er lidt sløret, men menes at stamme fra afrikanske eller arabiske rødder, hvor strengeinstrumenter var lavet af udhulede græskar eller roer med udspændt skind over. Denne tradition kom med afrikanske slaver til USA og andre kolonier hvor slaverkraft blev udnyttet, hvor instrumentet blev brugt af slaverne som rekreation til sang og dans. Den første nedskrevne beskrivelse er af Martinique fra 1678, hvor der fortælles om festligheder blandt slaverne hvor et instrument beskrevet som "banza" blev brugt. Mere kendt er Thomas Jeffersons beskrivelse fra 1781, hvor han fortæller: "The instrument proper to the [slaves] is the Banjar, which they brought hither from Africa."
I USA blev banjoen (i grove former) udviklet, som vi kender den i dag, gennem første halvdel af det 19. århundrede, og blev ofte brugt til de såkaldte "minstrel shows", omrejsende trupper af hvide optrædende som tit sværtede deres ansigter sorte,  som såkaldte "blackface comedians". Senere blev banjoen endeligt udviklet til det moderne instrument som vi kender det, og brugt til blandt andet klassisk musik (sent i 1800-tallet), oldtime/stringband-musik (1920'erne og frem), jazz (1910 og frem) samt bluegrass (1939 og frem).

## De forskellige versioner
Tenorbanjo: 4 strenge, lidt mindre end guitar, stemmes standard c-g-d-a til jazz (her bruges den mest til akkorder), men også ofte dybere g-d-a-e til irsk traditionel musik (her bruges den mest til melodispil). Spilles med fladt plekter.
5-strenget banjo: 5 strenge, hvor den højest stemte ligger øverst, ved siden af den dybest stemte, med en stemmeskrue på halsen udfor 5. bånd. Bruges i flere forskellige udgaver til hhv. klassisk musik (sjældent, mest omarrangeringer), oldtime-musik (amerikansk folkemusik fra bjergene ved østkysten af USA) og bluegrass (videreudvikling af oldtime-musikken parallelt med countrymusikken, hvor banjoen er et karakteristisk instrument). Standardstemning er ofte g-d-g-h-d, hvor første g er et oktav højrere end midterste streng, men utallige andre stemninger bruges især i oldtimemusikken. Spilles med fingre (enten plukkes blidt til klassisk, eller der slåes ned på strenge med pege- og langefingerring og plukkes med tommes til oldtime, kaldes clawhammer) eller med tre finger-plektre monteret på tommel-, pege- og langefinger til bluegrass, også kaldet Scruggs picking efter banjospilleren Earl Scruggs.
Mandolinbanjo: Praktisk talt har alle banjoer den samme krop, men forskellig hals. Mandolinbanjoen har, som navnet foreslår, en kort hals med strenge stemt som en mandolin. 8 strenge i 4 par stemt g-d-a-e, samme stemning som violin og mandolin, spilles som den sidste. Mandolinbanjoen blev produceret i stort tal i perioder, men blev aldrig rigtig populær på grund af den meget høje og lidt larmende tone.
Plektrumbanjo: Langhalset version af tenorbanjoen stemt c-g-h-d, bruges til akkordspil og spilles med plekter. Er nærmest en variation af den ovenfor nævnte 5-strengede banjo, men uden den ekstra højtliggende streng. Ragtime blev oprindelig spillet på dette instrument, den mest kendte udøver er Fred van Eps
Guitarbanjo: Banjokrop med guitarhals, spilles som guitar, 6 strenge stemt e-a-d-g-h-e.
Ukulelebanjo: en lille banjo stemt som en ukulele og spilles som denne.